# Jorxey
Jorxey is een gemeente in het Franse departement Vosges (regio Grand Est) en telt 90 inwoners (2009). De plaats maakt deel uit van het arrondissement Épinal.

## Geografie
De oppervlakte van Jorxey bedraagt 5,4 km², de bevolkingsdichtheid is dus 16,7 inwoners per km².
De onderstaande kaart toont de ligging van Jorxey met de belangrijkste infrastructuur en aangrenzende gemeenten.

## Demografie
Onderstaande figuur toont het verloop van het inwonertal (bron: INSEE-tellingen).

## Externe links

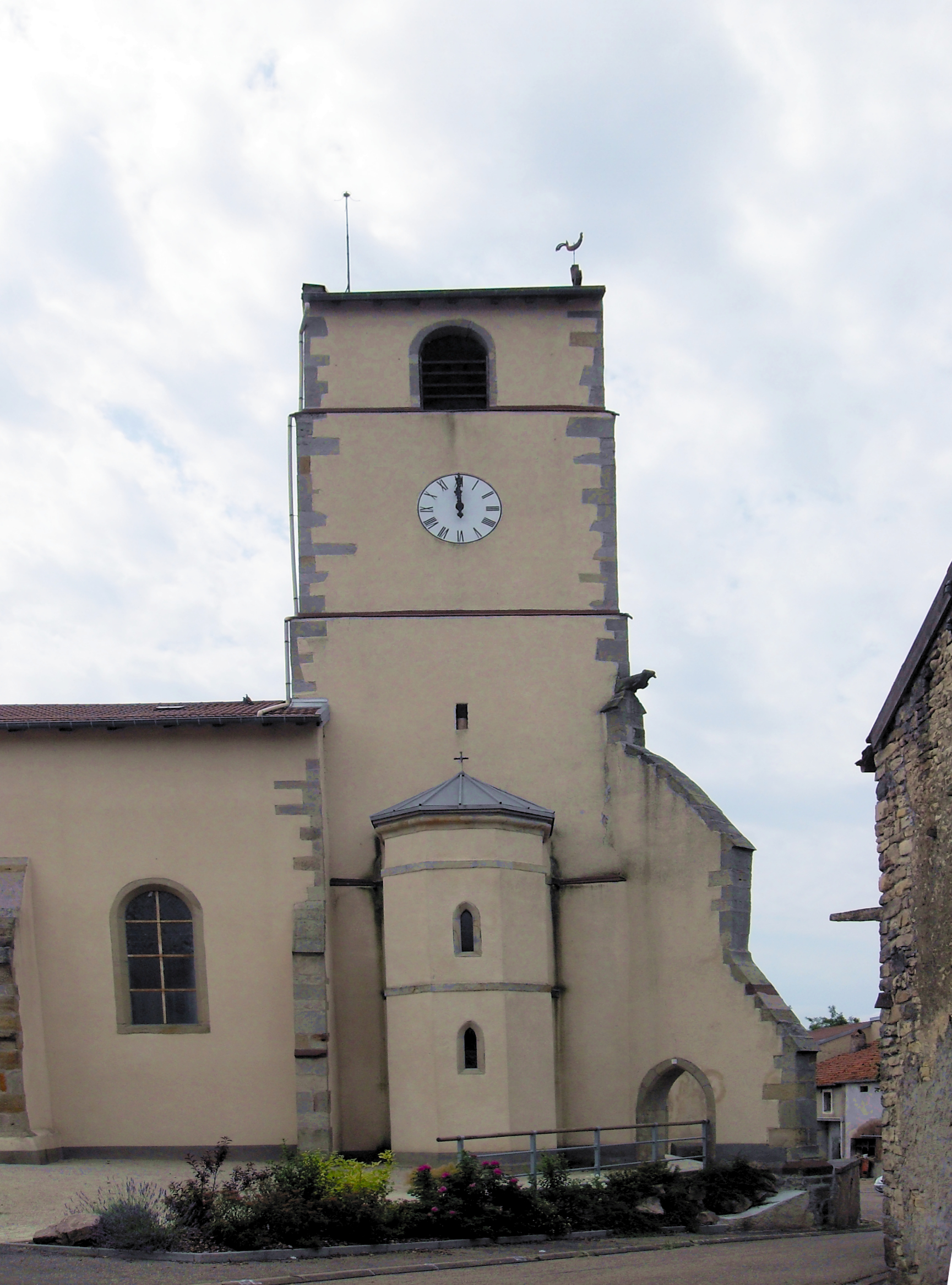
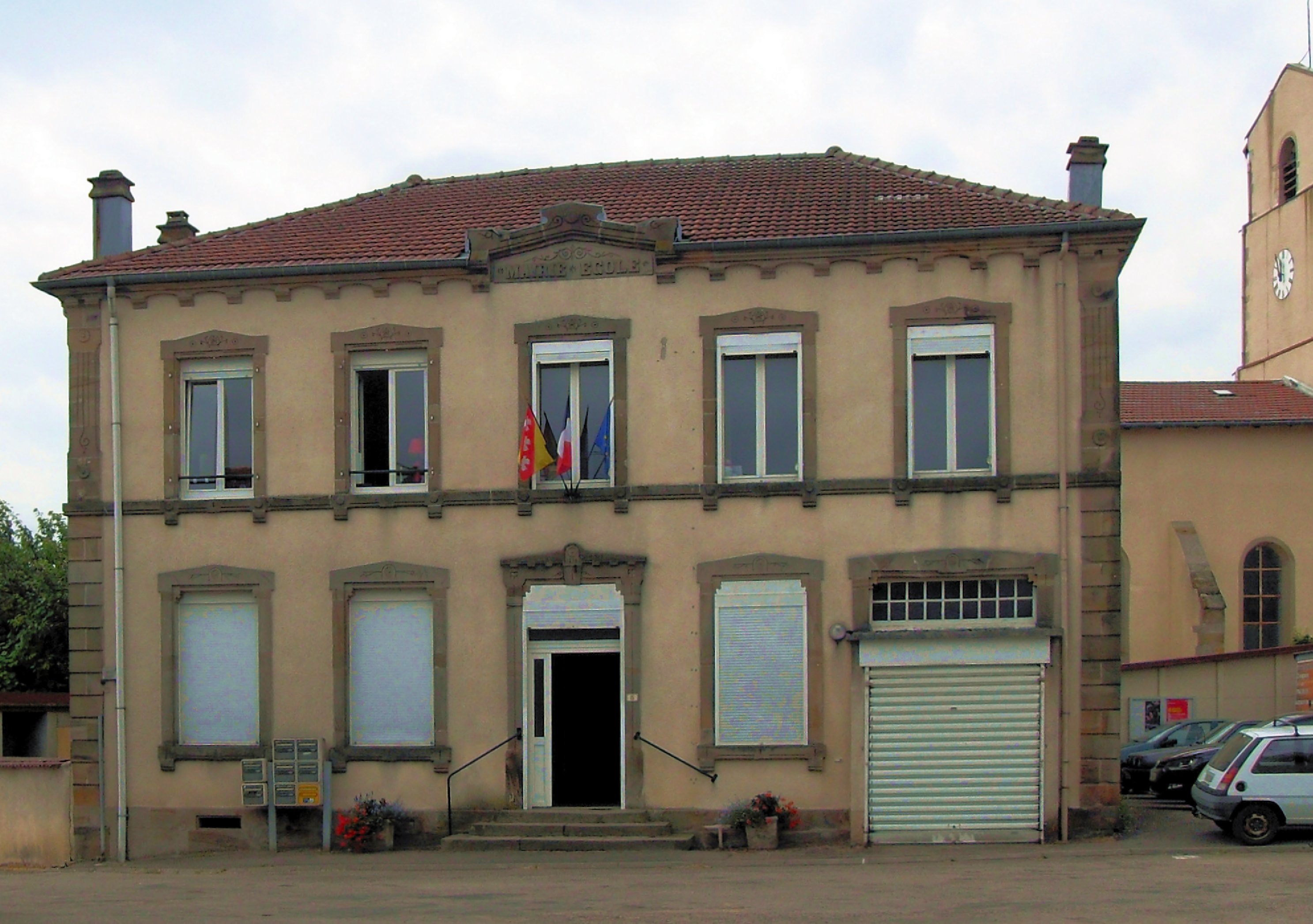
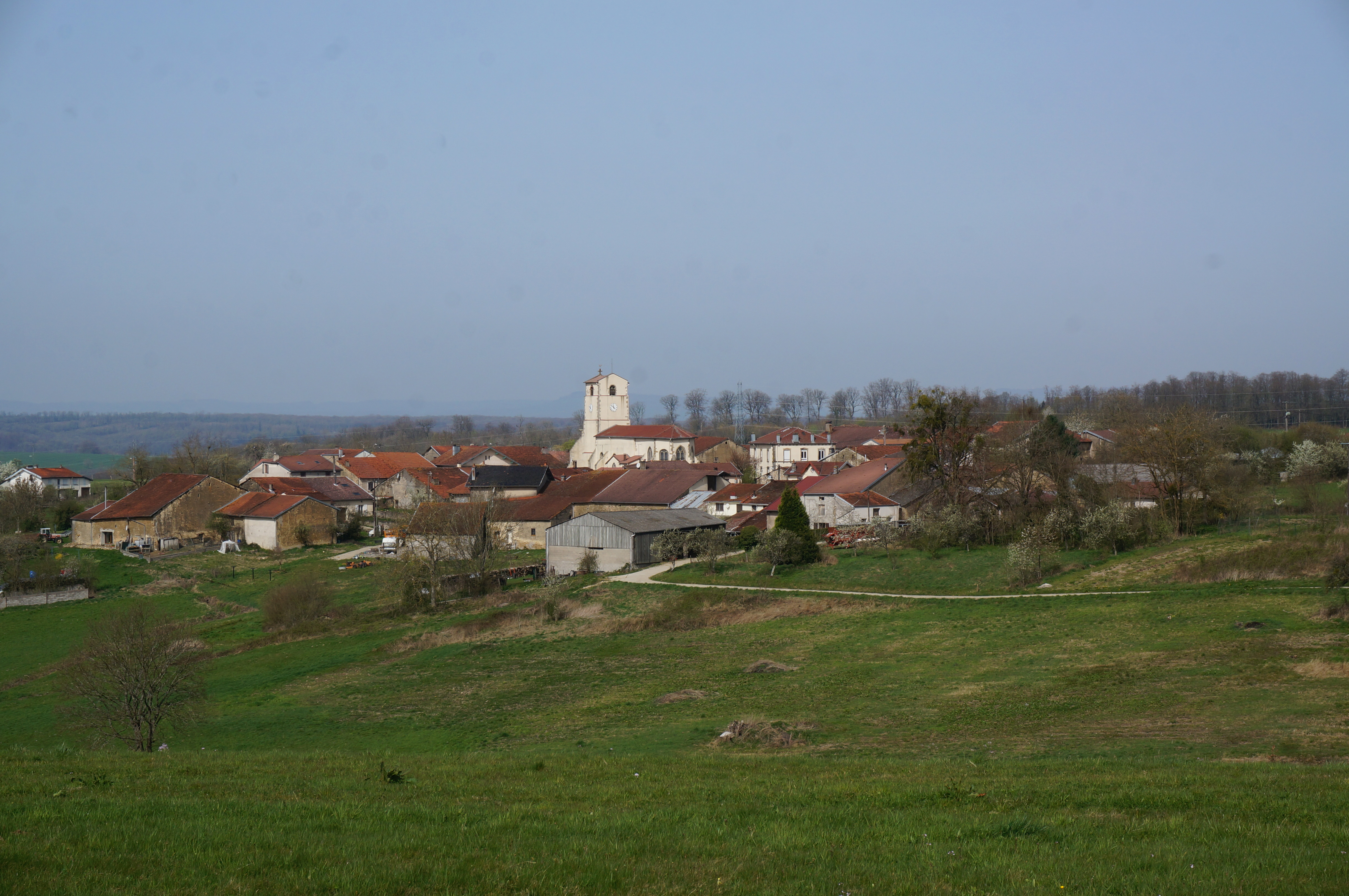